# حفظ الغذاء بتقنية الضغط العالي
حفظ الغذاء بتقنية الضغط العالي معالجة الضغط العالي (HPP) أو المعالجة العالية للضغط الهيدروستاتيكي (HHP) هي طريقة لحفظ وتعقيم الغذاء، حيث يتم معالجة المنتج تحت ضغط مرتفع للغاية، مما يؤدي إلى تعطيل بعض الكائنات الحية الدقيقة والإنزيمات في الطعام. له تأثير محدود على الروابط التساهمية داخل المنتج الغذائي ، وبالتالي الحفاظ على كل من الجوانب الحسية والغذائية للمنتج،سميت هذه التقنية على اسم العالم الفرنسي بلايز باسكال في القرن السابع عشر والذي تضمن عمله تفاصيل تأثير الضغط على السوائل. من خلال هذه التقنية، يمكن تطبيق أكثر من 50.000 رطل لكل بوصة مربعة (340 ميجا باسكال، 3.4 كيلو بار) لمدة 15 دقيقة تقريبًا، مما يؤدي إلى تعطيل الخميرة والعفن والبكتيريا. يُعرف باسكاليزن أيضًا باسم بريدجيمنيزاشين bridgmanization ، وجاء هذا المُسمى على اسم العالم الفيزيائي بيرسي ويليامز بريدجمان.